# Boris Kortchevnikov
Boris Viatcheslavovitch Kortchevnikov (Бори́с Вячесла́вович Корче́вников), né le 20 juillet 1982 à Moscou, est un journaliste russe de télévision, présentateur et acteur. Il est membre de l'académie de la télévision russe depuis 2010. Il présente les émissions Je veux croire!  (« Хочу верить! »), L'Histoire du show business russe (« История российского шоу-бизнеса ») et L'Histoire de l'humour russe (« История российского юмора ») sur STS (2009-2013), le talk-show En direct (« Прямой эфир ») (2013-2017), les émissions d'analyse Le destin d'un homme (« Судьба человека ») (depuis 2017 avec Vladimir Soloviov) et Proches lointains (« Далёкие близкие ») (2018-2019) sur la chaîne Rossiya 1. Depuis mai 2017, Boris Kortchevnikov est directeur général et producteur général de la première chaîne télévisée communautaire orthodoxe Spas. Depuis le 28 juin 2019, il est membre de la chambre civique de Russie. Il est lauréat du prix du gouvernement de la fédération de Russie dans le domaine des mass-médias (2021). Il a été trois fois lauréat du prix TEFI (2010, 2019). Il est l'auteur du livre Le Nom de la Russie. Histoire spirituelle du pays (« Имя России. Духовная история страны ») (2020).

## Biographie
Boris Kortchevnikov naît en 1982 à Moscou. Sa mère, Irina Leonidovna Kortchevnikova (née en 1946) est distinguée comme travailleuse honorée de la culture de la fédération de Russie, travaillant depuis 1973 au théâtre d'art de Moscou (Mkhat), ingénieur principal adjoint, assistante d'Oleg Efremov, puis directrice adjointe; à partir de 2000, directrice du musée du Mkhat. Elle a travaillé comme directrice du théâtre de marionnettes Obratsov,, jusqu'en avril 2019. En 2007, elle est décorée de l'ordre de l'Honneur.
Il grandit sans son père, mais il fait sa connaissance lorsqu'il a treize ans. Son père, Viatcheslav Evguenievitch Orlov (1946-2015), travaillait autrefois au théâtre Maïakovski dans la production artistique auprès d'Andreï Gontcharov, puis pendant plus de trente ans il est directeur du théâtre dramatique Pouchkine de Moscou, quittant son poste en septembre 2012 pour raison de santé et il meurt le 13 octobre 2015 à 70 ans,. Il laisse aussi une fille de douze ans plus âgée que Boris, institutrice.
En janvier 2018, Boris Kortchevnikov est enregistré comme personne cautionnant la candidature de  Vladimir Poutine aux élections présidentielles du 18 mars 2018.
Le 28 juin 2019, il entre à la chambre civique de Russie.

### Théâtre
Il joue à sept ans sur scène, jouant le rôle du jeune David Schwartz dans le spectacle Le Silence du marin (« Матросская тишина ») dans une mise en scène d'Oleg Tabakov, ensuite il participe à des pièces du Mkhat.

### Éducation
En 1998, il entre à la faculté de théâtre de l'école-studio du Mkhat et à la faculté de journalisme de l'université d'État de Moscou, puis poursuit ses études supérieures de journalisme. Il est diplômé en 2003.

### Maladie
Le 7 août 2015, il déclare au cours de l'émission En direct qu'il a subi le 14 juillet 2015 une opération pour enlever une tumeur bénigne au cerveau qui a affecté le nerf auditif. Dans son émission Le destin d'un homme (« Судьба человека ») du 2 juillet 2019, il raconte le long processus de soins, ce qui lui a causé une forte prise de poids. Dans cette même émission il déclare en février 2022 qu'il est devenu sourd d'une oreille pendant trois ans à la suite d'une méningite.

## Télévision
- 1994-1997 — présentateur et reporter pour l'émission enfantine Tam-tam novosti (« Там-там новости ») sur RTR.
- 1998-2000 — présentateur et reporter pour l'émission pour la jeunesse Bachnia (« Башня », La Tour) (RTR).
- en 2001 il travaille à son compte, et en 2002, il est journaliste correspondant au service des informations de la chaîne NTV pour Sevodnia (« Сегодня », Aujourd'hui)[16], Namedni (« Намедни », L'Autre jour)[17], Contribution personnelle (« Личный вклад »)[18], Le Pays et la Paix (« Страна и мир »), Profession reporter («Профессия — репортёр»), Aujourd'hui. Programme définitif (« Сегодня. Итоговая программа »), Personnage principal (« Главный герой »)[19] etc.)[20].
- en 2008, il quitte NTV pour aller travailler chez STS[21]. Il est d'abord directeur du département des transmissions régionales[22].
- 2008 — présentateur du film documentaire Roumanie. Albanie. Deux destins (« Румыния. Албания. Две судьбы » du cycle Planète de l'orthodoxie (« Планета Православия ») (5 avril 2008, sur la chaîne Rossiya (« Россия »)).
- 2009 — présentateur de la série documentaire Les camps de concentration. Le chemin vers l'enfer (« Концлагеря. Дорога в ад »)[23] (6 films, de la chaîne TV Centre (« ТВ Центр »)).
- 2009-2010 — auteur et présentateur de l'émission Je veux croire! (« Хочу верить! ») (87 émissions, STS)[24],[25].
- 2010-2011— producteur créatif de STS .
- 2010 — auteur et un des présentateurs du documentaire L'Histoire du show business russe («История российского шоу-бизнеса») de pair avec Sergueï Chnourov (20 émissions, STS)[26].
- 2012 — un des présentateurs du projet documentaire La variété soviétique. Des   gopniks aux rockers (« Советская Эстрада. От гопников до рокеров ») (12 émissions, jamais diffusées, STS).
- 20 janvier 2013 - première sur NTV de Je ne crois pas! (« Не верю! »), qui provoque un grand retentissement dans la société russe.
- 2013 — un des présentateurs du projet documentaire L'Histoire de l'humour russe (« История российского юмора ») de pair avec Vassili Outkine[27] (20 émissions, dont 4 sont diffusées, STS).
- 13 mai 2013 au 9 août 2017 — présentateur du talk-show En direct sur Rossiya 1.
- 24 mai 2013 — un des présentateurs du gala-concert « Jour de l'écriture et de la culture slave - 2013 » sur la  place Rouge (en direct sur la chaîne Culture («Культура»)).
- 25 juillet 2013 — un des présentateurs du concert « 1025 ans du baptême de la Russie » sur la place Rouge, diffusé le 28 juillet 2013 sur la chaîne Culture.
- 9 mai 2015-2018 — un des présentateurs pour le jour de la Victoire du défilé du régiment immortel (en direct sur Rossiya 1)[28].
- 13 mai 2015 — participe à la production de L'héritier du prince Vladimir, chronologie et compte à rebours[29].
- du 5 octobre au 22 novembre 2016 — présentateur du projet Équipe (« Команда ») avec Ramzan Kadyrov sur Rossiya 1[30],[31].
- 3 mai 2017 - avec la bénédiction du patriarche Cyrille, il est nommé directeur général et producteur général de la chaîne orthodoxe Spas.
- À partir du 2 octobre 2017  — présentateur de l'émission Le destin d'un homme (« Судьба человека ») sur Rossiya 1[32].
- du 6 octobre 2018 au 13 juillet 2019 — présentateur de l'émission Proches lointains (« Далёкие близкие ») sur Rossiya 1[33],[34].

### Sanctions
Il est inscrit en août 2014 à la liste des personnalités russes frappées par les sanctions occidentales pour son opinion affirmée publiquement à propos du rattachement de la Crimée à la Russie.